# واش‌مرغ‌های سرخسی
واش‌مرغ‌های سرخسی (نام علمی: Poodytes) یک سرده از پرندگان گنجشک‌سان از خانواده واش‌مرغ‌های سسکان ملخی است.
یک مطالعه تبارزایی مولکولی روی خانواده واش‌مرغ‌های سسکان ملخی که در سال ۲۰۱۸ منتشر شد، نشان داد که برخی از جنس‌ها، همان‌طور که در آن زمان تعریف شد، غیرتک‌تبار بودند. در بازآرایی حاصل برای ایجاد سردهٔ تک‌تبار، پنج گونه از Megalurus به سردهٔ بازیابی‌شدهٔ Poodytes منتقل شدند. این سرده در سال ۱۸۵۱ توسط پرنده‌شناس آلمانی ژان کابانیس برای سازگاری با واش‌مرغ کوچک معرفی شد که از این رو گونه نماد آن است. نام سرده ترکیبی از واژه یونانی باستان poa به معنای «علف» با dutēs به معنای «شیرجه‌زن» است.
این سرده دارای گونه‌های زیر است:
- واش‌مرغ رود فلای (Poodytes albolimbatus)
- مرغ علف تیغ (Poodytes carteri)
- † مرغ سرخس چتهم (Poodytes rufescens)
- مرغ سرخس نیوزیلندی (Poodytes punctatus)
- واش‌مرغ کوچک (Poodytes gramineus)